# FK Pobeda (2010)
FK Pobeda (Macedonisch: ФК Победа) is een Macedonische voetbalclub uit de stad Prilep.

## Geschiedenis
De club werd in 2010 opgericht als Viktorija nadat FK Pobeda Prilep door de FIFA voor acht jaar uitgesloten werd. Hoewel dit de opvolger is van de voornoemde club mag ze van de Macedonische voetbalbond geen aanspraak maken op de geschiedenis van de club. In het eerste seizoen werd de club reeds kampioen van de derde klasse. Na drie seizoenen tweede klasse degradeerde de club weer en werd dan twee keer op rij kampioen en zo heeft de stad Prilep vanaf 2016 opnieuw een club in de hoogste klasse. Reeds in 2015 had de club de naam FK Pobeda aangenomen.